# 一千零一夜
《一千零一夜》（羅馬化：ʾAlf Laylah wa-Laylah）又名《天方夜谭》，是一部以阿拉伯語編纂的中東民間故事集，成書於伊斯蘭黃金時代。
這部作品由西亞、中亞、南亞和北非等地區的眾多作家、譯者和學者橫跨多個世紀蒐刮匯集而成，一些故事的根源可以追溯到中世紀及更早之前的阿拉伯語、梵語、波斯語和美索不達米亞文學。 然而，大多數故事原本是阿拔斯王朝和馬穆魯克時代的民間故事，而其他故事，尤其是框架故事（英語：frame story），可能取材於巴列維波斯作品《Hezār Afsān》（直译：「一千羅曼史」），而這些作品又可能翻譯自古印度文本。
一些通常與《一千零一夜》有關的故事，尤其是《阿拉丁和神燈》和《阿里巴巴和四十大盜》，在最初的阿拉伯語版本中並無收錄，而是由法國翻譯家安托萬·加朗聽聞敘利亞作家 Antun Yusuf Hanna Diyab（羅馬化：Anṭūn Yūsuf Ḥannā Diyāb）敘述有關故事後，將之添加到本故事集之中。

## 故事概要
《一千零一夜》是阿拉伯民间故事集，以包孕连环的方式开始。相传波斯帝國国王山鲁亚尔娶妻后，发现自己的妻子不贞，而哥哥的妻子极其淫乱，便将其杀死：由此，哀伤和愤恨导致他认为所有的女人都是如此。此后，山鲁亚尔每日娶一少女，翌日晨即杀掉，以示报复。最终，负责此事的維齊爾再也找不到合适的少女了。維齊爾的女儿山鲁佐德为拯救无辜的女子，自愿嫁给国王。山鲁佐德用讲述故事方法吸引国王，每夜讲到最精彩处，天刚好亮了，使国王因爱聽故事而不忍杀她，允許她下一夜继续讲。她的故事一直讲了一千零一夜，国王终于被感动，与她白首偕老。
故事的范围很广：包括历史、爱情、悲剧、戏剧、诗歌、滑稽以及色情。故事讲述了神灵、盗尸、猿人、术士、魔法、史诗，包涵真实人物和地理，但不总是那么精确理性。常见主角包括阿拔斯王朝的哈里发哈伦·拉希德，他的大維齊爾，以及宫廷诗人阿布·努瓦斯。有的人物生活在故事背景波斯帝國没落后的200年。有时，山鲁佐德故事中的人物会讲述另一个故事，使得叙述结构在层面上十分丰富。
不同版本中的细节不同。有时山鲁佐德哀求，有时国王看到孩子们后悔、有时国王被琐事中途打断。但不顾怎样，国王最终都原谅了他的妻子。
叙述制造了各种悬疑，较之今天的小说来讲更为广泛。有时，英雄处在生死危机中，故事哑然停止。有时，山鲁佐德试图解释抽象的哲学原理，或是展示人体解剖圖，但没有后续——这些都证明她试图引起国王的兴趣，以留存自己明日的性命。

## 历史

### 手稿
《一千零一夜》的書名和骨幹，來自一部名為《赫扎爾─艾福薩那》（Hazar Afsaneh）或稱《千個故事》的波斯故事集，這部書在早於10世紀已譯成阿拉伯文，成為《一千零一夜》的雛型，馬蘇第在他的名著《黃金草原》，書商伊本·納迪姆（Ibn al-Nadim）在他的《索引書》（Kitab al-Fihrist）中已有提及。現存的阿拉伯文手稿分為兩批，一批在敍利亞產生，一批在埃及產生。最古老的《一千零一夜》手稿（不計殘篇），是成稿於14世紀的敍利亞本，藏於巴黎的法国国家图书馆。有學者認為兩批手稿來自同一個已散失的母本，敍利亞手稿因為在內容與風格上的統一，實為「善本」，而埃及手稿的編者隨意修改、增訂原來的母本，雖然故事增多了（包括《辛巴歷險記》），但引起了風格上了的歧異，不足為訓；然而，也有學者認為兩批手稿未必同源，埃及手稿可能來自更古老的手稿，不應貿然將敍利亞手稿推為善本。

### 印度起源的可能性
有的学者认为印度是故事集的最初起源地。故事集使用了许多梵文文学手法，如框架故事和动物寓言。印度民间传说中的动物故事在《一千零一夜》中具有代表性。《五卷书》和Baital Pachisi的影响是特别显著的。《本生经》是547部佛经的集合，其中大多是道德方面的故事。《公牛与驴子的故事》与《商人和妻子的故事》之间有相互关联，在《本生经》和《一千零一夜》中都有存在。

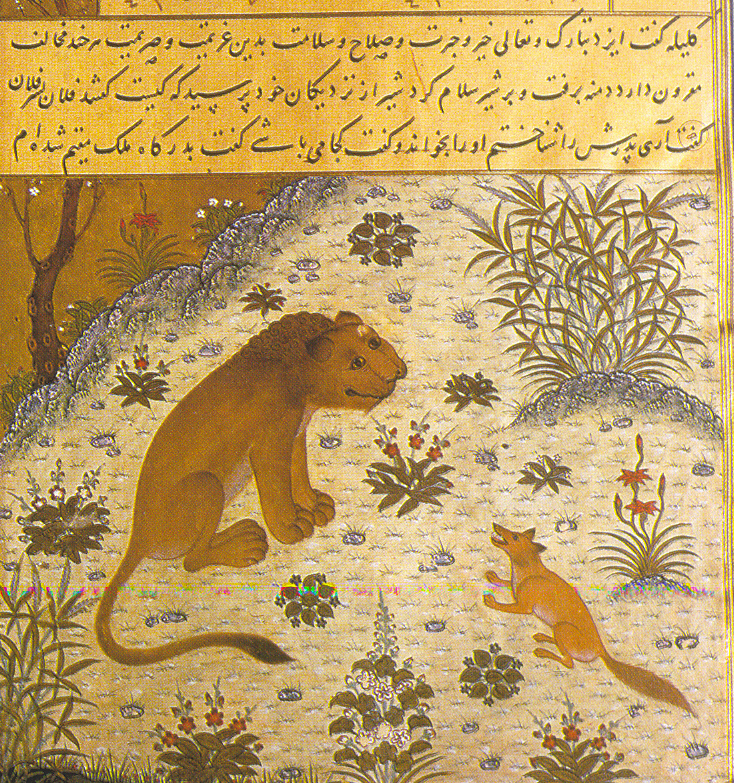
1429, from 赫拉特地区在1429年的《五卷书》波斯译本 –描述了狐狸试图引诱自己的狮子王发动战争。

### 出版與翻譯

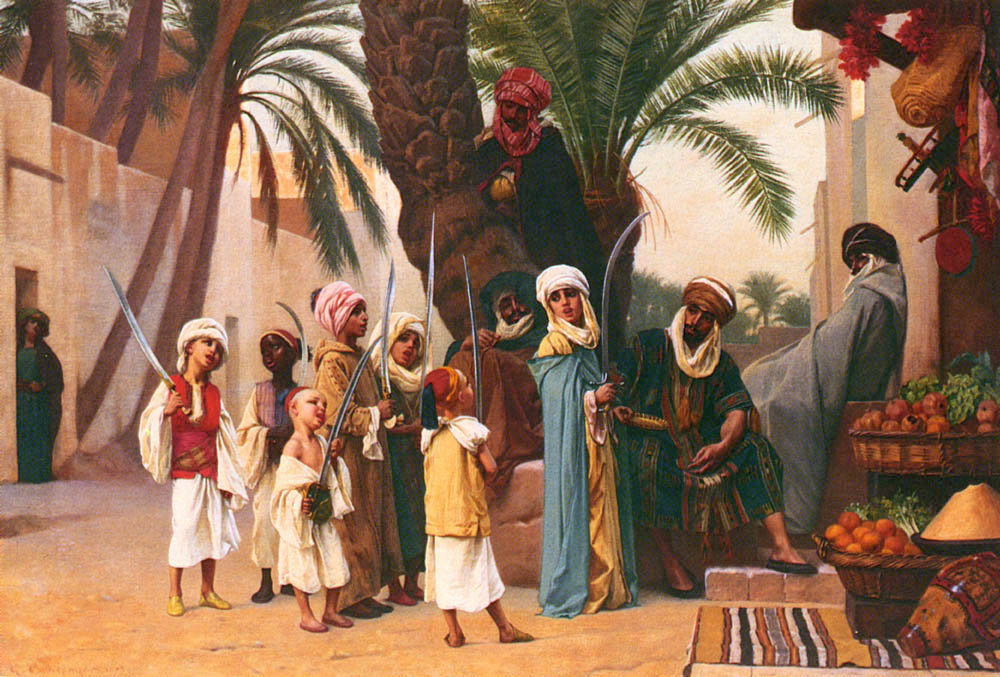
法國畫家布朗熱（Gustave Boulanger）的作品《一千零一夜》（1873）

第一個印刷版本的《一千零一夜》，並非阿拉伯文，而是法國東方學家、古物學家安托万·加朗於1704至1717年間出版的法文譯本（Mille et une nuits）。加朗的版本依據的主要是敍利亞手稿，但他自由地刪改原文，以配合當時的文學口味與道德尺度。加朗的版本一紙風行，歐洲各國的出版商紛紛據此轉譯、改寫，推出各種語言的《一千零一夜》。
值得注意的是，《阿拉丁與神燈》與《阿里巴巴與四十大盜》這兩個有名的故事，首次出現在加朗的譯本中，在敍利亞手稿或任何別的手稿中都沒有這兩個故事。據加朗說，《阿拉丁》與《阿里巴巴》是由一個阿拉伯基督徒口授，再由他筆錄的。加朗的版本問世後，兩度有人聲稱發現《阿拉丁》的手稿，但經過檢驗，證實都是從加朗的法文「反譯」回阿拉伯文的贗品。
首個阿拉伯文版本的《一千零一夜》，於1814、1818年在加爾各答發行，全兩冊，由當地的威廉堡學院（Fort William College）出版，編者是該學院一名阿拉伯文教授，他以敍利亞手稿為底本，並自行添加了一些新故事。
1824年，第二個版本在布雷斯勞，即現在波蘭的弗羅茨瓦夫發行，全12冊，出版經年，直至1843年才出全，這個版本的文本來源是敍利亞手稿與一分近代的埃及手稿。該分埃及手稿包含大量近代材料，雖然湊足了一千零一夜，但風格參差不齊，跟最古的十四世紀敍利亞手稿相去甚遠。
正是根據這分「足本」手稿，1835年有人在埃及城市布拉克（Bulaq）出版了第三個版本的《一千零一夜》。1839至1842年，再有人根據該分埃及手稿的一個抄本，並參照之前的加爾各答本、布雷斯勞本，在加爾各答出版了第四個版本的《一千零一夜》，通常稱為「第二加爾各答本」。
由於「布拉克本」和「第二加爾各答本」所收的故事最多，百多年來各地的翻譯者多以這兩版本作為翻譯的文本。19世紀較為名的西方譯本，要數英國探險家、翻譯家伯頓爵士的16冊「全譯本」（A Plain and Literal Translation of the Arabian Nights' Entertainments, Now Entituled The Book of The Thousand Nights and a Night），這個譯本包括大量以至過量的情慾描寫，跟同時代的保守版本大為不同。伯頓的譯筆誇張，愛用古詞兼自鑄偉詞，字裡行間極力營造異國情調。評論家幾乎眾口一辭，將伯頓譯本評為不忍卒讀，唯阿根廷作家博爾赫士對伯頓本另眼相看，加以讚賞。
在象徵派詩歌鼻祖斯特凡·马拉梅的鼓勵下，生於開羅的法國醫生兼文人馬爾迪魯斯（Joseph Charles Mardrus）重譯了《一千零一夜》，於1898至1904年間出版，這個版本收錄的故事比加朗的多得多，而且保留了所有情慾的描寫，以「足本」、「原味本」自居，得到同代文人如安德烈·紀德的大力推崇。然而，後世論者指出，馬爾迪魯斯不只隨意刪改原文，而且他的阿拉伯文水準壓根就不行，錯譯、死譯的地方比比皆是。
1984年，哈佛的阿拉伯文教授馬哈迪（Muhsin Mahdi），將上述的14世紀敍利亞手稿校定出版（Alf Layla wa Layla, Leiden），為求盡忠於原稿，甚至不加標點與變音符號。1990年，巴格達出生的哈達維（Husain Haddawy）根據這個「古本」譯出新的英文本；2001年，法國的卡瓦姆（René R Khawam）根據藏在巴黎的敍利亞手稿，譯出全新的四冊本；2004年，德國的奧特（Claudia Ott）也根據馬哈迪的版本譯出了新的《一千零一夜》。

### 《一千零一夜》在漢語地區
1900年，周桂笙在《新庵諧譯》卷一中初次譯介了《一千零一夜》，由故事的緣起直至（漁翁的故事）。1904年，周作人以筆名「萍雲女士」在《女子世界》上發表了《俠女奴》，即（阿里巴巴）的故事，後來印成單行本。據他自己說：「《天方夜譚》裡的《亞利巴巴與四十個強盜》是世界上有名的故事，我看了覺得很有趣味，陸續把他譯了出來，──當然是用古文而且帶著許多誤譯與刪節。」這是周作人翻譯的第一篇外國文學作品，但此書之後未有重印，也未有收入他的自編文集。1906年，商務印書館出版奚若的四卷譯本，後被收入《萬有文庫》，跟周桂笙、周作人的版本一樣，轉譯自英文，用的是文言文。
首個從阿拉伯文將《一千零一夜》翻成漢語的，是回族學者納訓。1957年，人民文學出版社出版了納訓重新翻譯的《一千零一夜》三卷本，1982年再推出六卷本。據納訓自己所說，他「有意從阿拉伯原文翻譯《一千零一夜》，還是在抗日戰爭時期，當時共譯了六個分冊，由商務印書館出版了五冊，但所得稿酬還不夠買一次公共汽車票。」1998年，李唯中根據「布拉克本」推出了新譯本，花山文艺出版社出版，為目前含故事最多的中譯本，其後在台灣推出了繁體字版。納訓與李唯中的譯本經常成為盜版的對象。

## 文学主题与写作手法

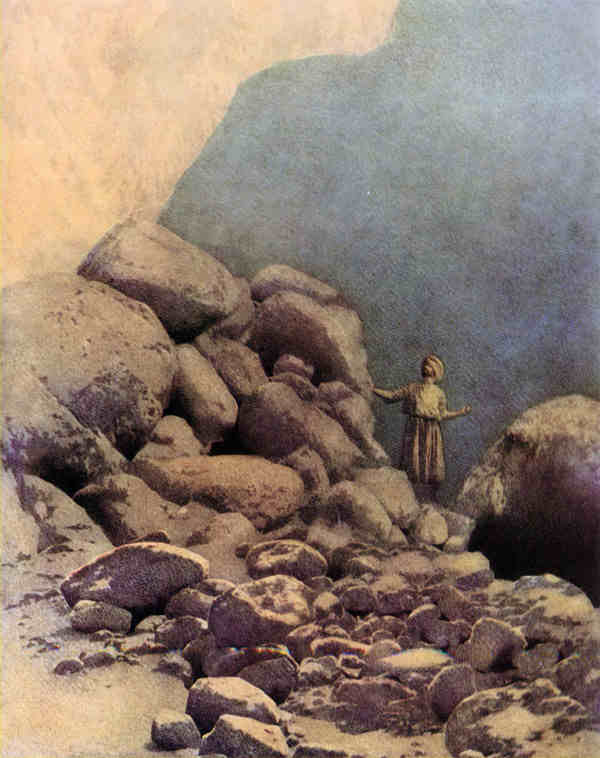
辛巴达和钻石谷，第二次航海。

《一千零一夜》中使用了许多戏中戏，这是一种创新的写作手法。故事彼此层层累加，增进戏剧性、悬疑和其他感情。这些故事有的可以追溯至早期的波斯文学、印度文学、阿拉伯文学，有的则是《一千零一夜》的原创。

### 诗歌
《一千零一夜》中包涵了许多诗歌。人物也会在某些地方吟颂诗歌。然而，恳求、祈祷、赞美则是最重要、最具力量的地方。
使用过但不限于此的：
- 给予建议、告诫、提出解决方案。
- 赞美真主、忠诚和掌权者。
- 恳求怜悯和宽恕。
- 对错误和不幸的哀歌。
- 给出谜语、提问、进行挑战。
- 对生命中的元素和奇迹进行评论。
- 表达自己或他人的感受：高兴、悲伤、焦虑、惊奇、气愤。

如，第203夜中，王子盖麦尔·奥泽马站在城堡外，想要告诉王后波多自己的到来，表示出高兴的心情时，将自己的戒指包在纸里，由仆人交给王后。当王后打开时，喜悦油然而生，便吟颂诗歌：

وَلَقدْ نَدِمْتُ عَلى تَفَرُّقِ شَمْلِنا :: دَهْرَاً وّفاضَ الدَّمْعُ مِنْ أَجْفاني

وَنَذَرْتُ إِنْ عادَ الزَّمانُ يَلُمـُّنا :: لا عُدْتُ أَذْكُرُ فُرْقًةً بِلِساني

هَجَمَ السُّرورُ عَلَيَّ حَتَّى أَنَّهُ :: مِنْ فَرَطِ ما سَرَّني أَبْكاني

يا عَيْنُ صارَ الدَّمْعُ مِنْكِ سِجْيَةً :: تَبْكينَ مِنْ فَرَحٍ وَأَحْزاني

音译：
Wa-laqad nadimtu 'alá tafaraqi thamlinā :: Dahran wa-fāḍa ad-dam'u min ajfānī
Wa-nadhartu in 'āda az-zamānu yalumanā :: la 'udtu adhkuru furqatan bilisānī
Hajama as-sarūru 'alayya ḥatá adhdhahu :: min faraṭi mā saranī ankānī
Yā 'aynu ṣāra ad-dam'u minki sijyatan :: tankīna min faraḥin wa-'aḥzānī

字译：
And I have regretted the separation of our companionship :: An eon, and tears flooded my eyes
And I've sworn if time brought us back together :: I'll never utter any separation with my tongue
Joy conquered me to the point of :: which it made me happy that I cried
Oh eye, the tears out of you became a principle :: You cry out of joy and out of sadness

波顿诗韵翻译：
Long, long have I bewailed the sev'rance of our loves, With tears that from my lids streamed down like burning rain
And vowed that, if the days deign reunite us two, My lips should never speak of severance again:
Joy hath o'erwhelmed me so that, for the very stress Of that which gladdens me to weeping I am fain.
Tears are become to you a habit, O my eyes, So that ye weep as well for gladness as for pain.

中文翻译：
我为我们的离别后悔。一个时代以来，我以泪洗面。
我发誓，如果我们能再次相遇，就绝不说一个分离的词句。
喜悦征服了我，我高兴的要哭了出来。
啊，眼睛啊，泪水已经成为了你的习惯，你哭出喜悦，哭出哀伤。

## 部分故事
更詳盡的列表見一千零一夜的故事清單。
- 国王山努亚和他的一千零一夜
- 渔翁、魔鬼和四色鱼
- 懒汉克辽尼和铜城
- 朱特和两个哥哥
- 驼背
- 太子阿特士和公主哈娅·图芙丝之梦
- 终身不笑者
- 钱商和匪徒
- 哈·曼丁
- 乌木马
- 睡着的国王
- 洗染匠和理发师
- 撒谎者贝浩图
- 渔夫和雄人鱼
- 阿拉丁和神灯
- 航海家辛巴达
- 瞎眼僧人
- 智者盲老人
- 蠢汉、驴子与骗子
- 女王祖白绿和糖饭桌子
- 阿卜杜拉·法兹里和两个哥哥
- 麦仑·沙迈追求漂亮女人
- 补鞋匠迈尔鲁夫
- 巴士拉银匠哈桑
- 海姑娘和她儿子
- 阿里巴巴和四十大盗
- 小孩的審判

## 流行文化
- 《魔奇少年》（日语：マギ）是日本漫畫家大高忍於《週刊少年Sunday》2009年至2017年創作的日本漫畫作品。單行本全37卷。登場人物及故事內容部分取材自《天方夜譚》（《一千零一夜》）。每回話數皆以「第○夜」稱呼。
- 哆啦A夢電影作品第十二部《大雄的天方夜譚》，故事背景於794年的巴格達（劇中以「巴達城」代表），也是由哈倫拉希德王統治的時代。
- 《假面騎士聖刃 深罪的三重奏》是日本東映於2022年製作的令和假面騎士系列的第二部OV作品，登場道具——「阿拉比亞納之夜奇蹟駕馭書」取材自同名故事集。

## 争议

### 性描寫
《一千零一夜》充斥各種各樣的性描寫，在阿拉伯世界曾引起小小爭議。埃及伊斯兰道德法庭曾一度宣布《一千零一夜》為淫書，沒收了開羅出版的3,000多套《一千零一夜》，並向出版商和書商罰款。判決引起埃及文化界的強烈回響，文化界人士認為，這樣做等於親手摧毀自身的文化遺產，紛紛撰文、上書抗議。著名作家纳吉布·马哈富兹說：「不管是文學著作還是法律著作，縱使目的有別，卻都包含我們所說的『性公開』。像其他文化遺產一樣，這是不能更動的……宗教經典中也出現許多類似的性描寫，難道我們就因此修改宗教經典嗎？」在社會輿論的壓力下，道德法庭只得撤回原判。

### 引用
1. 1 2  Marzolph, Ulrich. . Kate Fleet; Gudrun Krämer; Denis Matringe; John Nawas; Everett Rowson  (编).  3rd. 2007. doi:10.1163/1573-3912_ei3_COM_0021. Arabian Nights, the work known in Arabic as Alf layla wa-layla
2. ↑  Ben Pestell; Pietra Palazzolo; Leon Burnett (编). . Routledge. 2016: 87. ISBN 978-1-134-86256-6.
3. ↑  Marzolph, ,  I, Leiden: Brill, 2007.
4. ↑  John Payne, Alaeddin and the Enchanted Lamp and Other Stories, (London 1901) gives details of Galland's encounter with 'Hanna' in 1709 and of the discovery in the Bibliothèque Nationale, Paris of two Arabic manuscripts containing Aladdin and two more of the added tales. Text of "Alaeddin and the enchanted lamp" （页面存档备份，存于）
5. ↑  Horta, Paulo Lemos. . Harvard University Press. 2017-01-16. ISBN 978-0-674-97377-0 （英语）.
6. ↑  Doyle, Laura. . Duke University Press. 2020-11-02. ISBN 978-1-4780-1261-0 （英语）.
7. ↑  . About.com Classic Literature.   [2013-09-12]. （原始内容存档于2011-06-07）.
8. ↑  郅溥浩1997:5-6;Irwin 1994:49-50
9. ↑  Haddawy 1990:VII-VIII
10. ↑  Irwin 1994:59
11. ↑  Reynolds p.271
12. ↑  Burton, Richard F.（2002）. Vikram and the Vampire Or Tales of Hindu Devilry pg xi. Adamant Media Corporation
13. ↑  Irwin, Robert, , Tauris Parke Paperbacks: 65, 2003, ISBN 1-86064-983-1
14. ↑  Haddawy 1990:VIII
15. ↑  Irwin 1994:31-32
16. ↑  Irwin 1994:38-39
17. ↑  周作人1986:94
18. ↑  納訓1957:3
19. ↑  Heath, Peter. . International Journal of Middle East Studies. 1994/05, 26 (2): 358–360  [2020-09-07]. ISSN 1471-6380. doi:10.1017/S0020743800060633. （原始内容存档于2020-10-17） （英语）.
20. ↑  . mythfolklore.net.   [2013-09-12]. （原始内容存档于2016-05-28）.
21. ↑  . About.com Classic Literature.   [2013-09-12]. （原始内容存档于2011-10-28）.
22. ↑  郅溥浩1997:187-213; Irwin 1994:159-177
23. ↑  郅溥浩1997:184-187